# 나만의 너 ~Under Super Best~
《나만의 너 ~Under Super Best~》(僕だけの君〜Under Super Best〜 보쿠타케노기미언다수퍼베스토[*])는 노기자카46 언더 멤버의 베스트 음반이다.

## 개요
노키자카46의 멤버로부터 싱글 선발 외의 멤버인 〈언더 멤버〉가 싱글 커플링 곡을 모아 발매된 첫 음반.